# Northwest Angle
Northwest Angle (Angolo nord-occidentale), conosciuta semplicemente come The Angle, è una township degli Stati Uniti d'America, nella Contea di Lake of the Woods, nello Stato del Minnesota. Secondo il censimento del 2010 vi vivono 119 persone. A 49,22° di latitudine nord, è il punto più settentrionale degli Stati Uniti d'America contigui. Le comunità non incorporate di Isola di Oak, Angle Inlet e Penasse fanno parte della cittadina.

## Geografia
Secondo l'Ufficio del censimento degli Stati Uniti d'America, la cittadina ha una superficie totale di 596,3 mi² (1 544,5 km²); 123,1 mi² (318,8 km²) di terra 473,2 mi² (1 225,7 km²) (79,63%) d'acqua.
La creazione di questi singolari confini si deve a un errore nello stabilire il confine sulla mappa (la mappa era poco accurata rispetto alla geografia reale del territorio). Benjamin Franklin e i rappresentanti del Regno Unito, che all'epoca controllava il Canada, stabilirono inizialmente i confini secondo il Trattato di Parigi del 1783 da una mappa in cui non erano rappresentate correttamente le sorgenti del fiume Mississippi.
Nel 1997, in seguito a un cambio di norme sulla pesca tra Stati Uniti e Canada, il residente di Angle Gary Dietzler usò questo pretesto per chiedere una secessione dagli Stati Uniti, arrivando al punto di avanzare una proposta di legge sostenuta dal membro del Congresso del partito democratico Collin Peterson. La proposta di secessione ottenne il suo scopo, facendo ottenere migliori leggi in favore della pesca in acque dolci internazionali.

## Società

### Evoluzione demografica
Al censimento del 2000 vi abitavano 152 persone, 71 proprietari di case e 48 famiglie in totale.

## Infrastrutture e trasporti
La comunità non incorporata di Angle Inlet nella Northwest Angle Township è lontana 88 km dal resto del Minnesota ed è raggiungibile dal resto dello stato dalla State Highway 13 da Warroad al confine con il Canada, dove prende il nome di Provincial Trunk Highway 12, fino a Sprague dove c'è la strada canadese Provincial Trunk Highway 308 che arriva fino al confine del Northwest Angle dove prende il nome di CR 49.
La capitale del Minnesota, Saint Paul, è lontana 640 km, mentre quella del Manitoba, Winnipeg, è lontana 200 km.